# 海拉尔第二中学
海拉尔第二中学，简称海拉尔二中，是内蒙古呼伦贝尔一所著名的公立全日制中等学校，创办于1937年，现坐落于内蒙古呼伦贝尔首府海拉尔新区，是首批内蒙古自治区示范性高中。由于教育教学实绩突出，海二中已被清华大学、复旦大学、武汉大学、南开大学、北京航空航天大学、哈尔滨工业大学、山东大学、东南大学、上海大学、西南政法大学等高校确定为优秀生源基地。

## 学校规模
占地面积近154亩，建筑面积50000多平方米。学校现有教学楼三幢、实验楼一幢、图书馆一幢、行政楼一栋、体育馆两座、学生宿舍、公寓可容纳2000名学生住宿，有多媒体报告厅2个，语音教室2个，学生用微机室4个，物理实验室3个，化学实验室3个，生物实验室2个，学生分组实验和教师演示实验开出率达100%。现有教职工206名，师范本科毕业生占98%，研究生56人，有特级教师4人，高级教师121人，学校现有58个教学班，近3000名学生。

## 学校荣誉
- 1937年，海拉尔第二中正式创建。
- 1962年，被定为内蒙古自治区重点中学。
- 2004年首批晋升自治区示范性高中。
- 2009年2月，该校被中华全国妇女联合会 ，全国妇女“巾帼建功”活动领导小组授予“巾帼文明岗”称号。
- 2009年9月，该校获全国”十一五”“教育科研先进集体”荣誉。
- 2011年9月，中国教育学会授予该校“全国名优学校”称号。 [2]
- 2021年11月，入选2016-2020年全国普法工作依法治理创建活动先进单位拟表彰名单，并进行公示。

## 历任校长[2]
- 石福彬：1945-1946；1947年任校长
- 叶恩凌：1946年任校长
- 苏  林：海拉尔市市长，1948年兼任校长
- 林  光：1948年任书记、副校长
- 宋恩吉：1949-1951年任副校长，主持工作
- 莫德尔图： 1949-1951年任书记
- 杨庆魁：1951-1954年任书记、校长
- 李欣荣：1954年任书记兼校长，1962年任校长
- 啥  森：1960-1962年任书记
- 张维权：1960-1962年任副校长
- 郭启元：1972-1978年任书记、校长
- 徐德茂：1978-1984年任书记、校长
- 于功卿：1984-1990年任书记
- 郭承庆：1984-1991年任校长，1991-1999年任书记
- 蔡启伦：1991-1999年任校长
- 王金宝：1995-1999年任副校长，1999-2002年任副书记、校长
- 王广学： 2002-2015任书记，校长
- 马  丽： 2015-2021任校长
- 李君龙：2021至今

## 著名校友
- 白岩松
- 王德臣
- 张秋歌
- 乌热尔图
- 姜风鸣